# Ernst Hairer

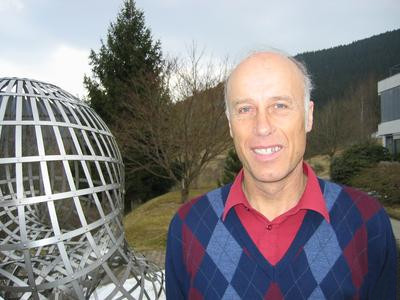
Ernst Hairer (2006)

Ernst Hairer (* 19. Juni 1949 in Nauders) ist ein österreichischer Mathematiker, dessen Hauptgebiete die gewöhnlichen Differentialgleichungen und deren Numerik sind.
Hairer studierte ab 1968 Mathematik an der Universität Innsbruck, an der er 1970 bis 1974 Assistent am Mathematischen Institut war und 1972 bei Gerhard Wanner promoviert wurde (Eine allgemeine Methode für Gewöhnliche Differentialgleichungen). 1974 bis 1976 war er Chef de travaux an der Sektion Mathematik der Universität Genf, dann von 1976 bis 1980 wieder Assistent an der Universität Innsbruck, an der er sich 1979 habilitierte. 1980/81 war er Lehrstuhlvertreter an der Universität Heidelberg und wurde dort 1981 C3-Professor für Angewandte Mathematik. Nachdem er dort schon in den Jahren zuvor Gastprofessor war, wurde er 1985 Professeur adjointe und 1999 Professeur ordinaire an der Universität Genf. Er ist bekannt für das zweibändige Werk Solving Ordinary Differential Equations (Hairer, Syvert Nørsett, Gerhard Wanner) und die frei verfügbaren Implementierungen von numerischen Integratoren.
Er ist Ehrendoktor der Universität Lund, erhielt 2003 mit Wanner den Peter Henrici Preis der ETH Zürich und der SIAM und war 2009/10 John von Neumann Gastprofessor an der TU München. 2007 war er Gastwissenschaftler am Isaac Newton Institute in Cambridge.
Er war 1997 bis 2002 Mitherausgeber des SIAM Journal of Numerical Analysis und seit 2005 von Mathematics of Computation und Foundation of Computational Mathematics.
Er ist seit 1973 mit Evi Gröbner verheiratet und hat zwei Söhne und eine Tochter. Sein Sohn Martin Hairer ist ebenfalls Mathematiker, Professor am Imperial College London und Träger der Fields-Medaille.

## Schriften
- mit Syvert P. Nørsett, Gerhard Wanner: Solving Ordinary Differential Equations I, Springer Verlag, 1991, 3. Auflage 2009
- mit Gerhard Wanner: Solving Ordinary Differential Equations II, Springer Verlag, 1991, 2. Auflage 1996
- mit Syvert P. Nørsett, Gerhard Wanner: Order stars and stability theorems, BIT, Band 18, 1978, S. 475–489.
- mit Gerhard Wanner: Analysis by its History, Springer Verlag 1996, 2008
- mit Christian Lubich, Gerhard Wanner: Geometric numerical integration : structure-preserving algorithms for ordinary differential equations, Springer Verlag 2002
- mit Christian Lubich, Michel Roche: The numerical solution of differential-algebraic systems by Runge-Kutta methods, Springer Verlag 1989